# Hlubyně
Hlubyně är en ort i Tjeckien.   Den ligger i regionen Mellersta Böhmen, i den centrala delen av landet, 70 km sydväst om huvudstaden Prag. Hlubyně ligger 501 meter över havet och antalet invånare är 134.
Terrängen runt Hlubyně är huvudsakligen platt, men västerut är den kuperad. Runt Hlubyně är det ganska tätbefolkat, med 120 invånare per kvadratkilometer. Närmaste större samhälle är Příbram, 15,8 km norr om Hlubyně. Trakten runt Hlubyně består till största delen av jordbruksmark.